# ブライス (カリフォルニア州)

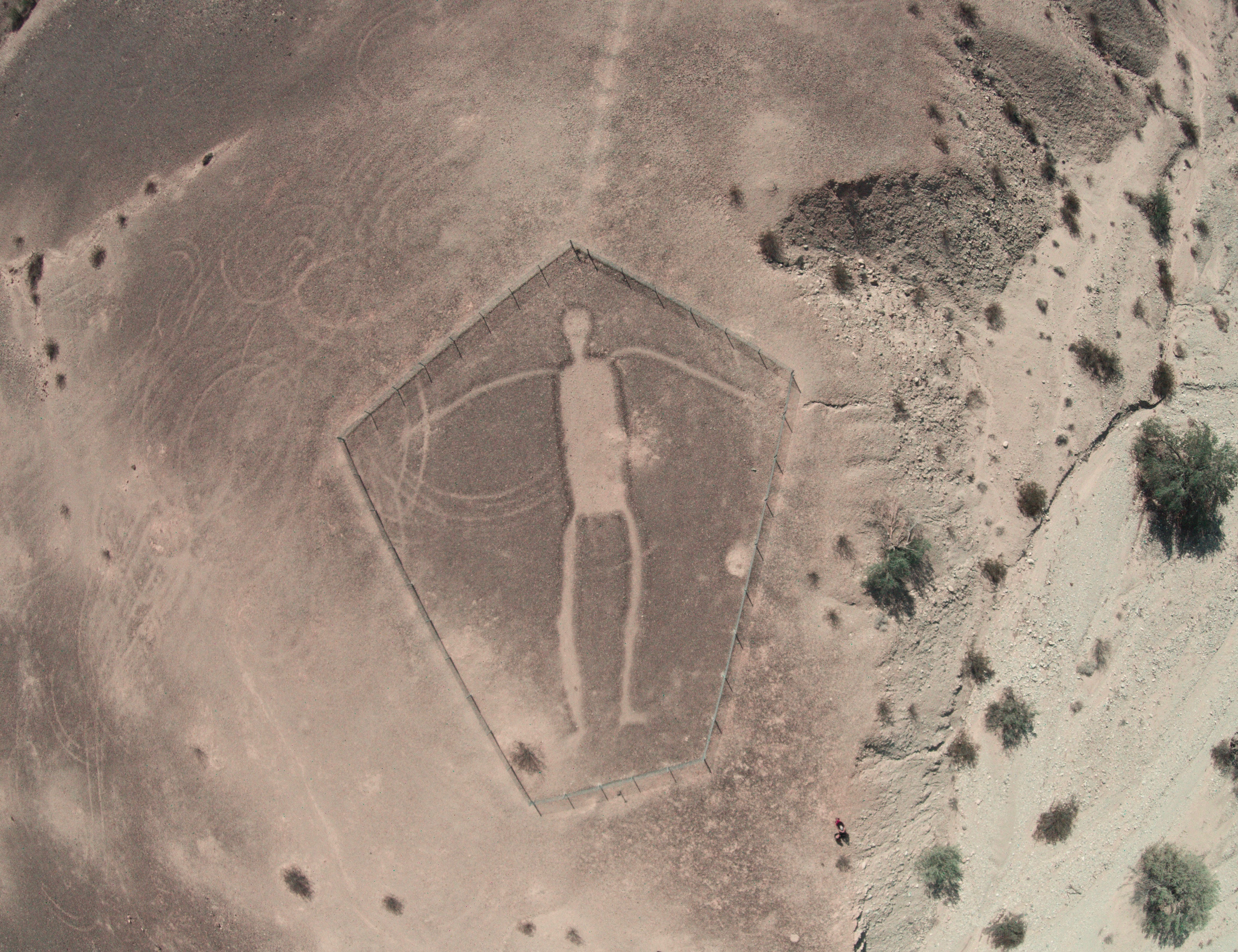
ブライスの地上絵

ブライス（Blythe）は、アメリカ合衆国カリフォルニア州のリバーサイド郡にある都市。郡の東端、アリゾナ州境付近に位置している。ロサンゼルスとフェニックスの間の中継都市のひとつ。人口は1万8317人（2020年）。
コロラド川沿いにあり、灌漑農業が行われている。

## 地理

リバーサイド郡内の位置（上）

ブライスは州間高速道路10号線（東西）と国道95号線（南北）が交わる道路交通の要衝である。座標は北緯33度37分2秒 西経114度35分21秒 / 北緯33.61722度 西経114.58917度 (33.617157, -114.589241)である。
アメリカ合衆国統計局によると、ブライスは総面積64.8 km² (25.0 mi²) である。このうち62.8 km² (24.2 mi²) が陸地で3.12% の 2.0 km² (0.8 mi²) が水域である。

## 気候
気候は砂漠気候で、年間降水量は80mm程度。年間平均気温は23℃。最寒月の1月は11度で、最暖月の7月は34度である。　6月-8月の平均最高気温は40度以上。

## 人口動静
2000年の国勢調査によると、この都市には12,155人、4,103世帯、2,974家族が暮らしている。人口密度は193.6/km2 (501.5/mi2).　4,891軒の住宅が、77.9/km2 (201.8/mi2)の平均的な密度で建っている。人種構成は、白人55.41%、アフリカン・アメリカン8.34%、先住民1.43%、アジア1.38%、太平洋諸島系0.20%、その他の人種28.79%、混血4.45%。人口の45.83%はヒスパニック。
41.4%の世帯に18歳未満の未成年が住み、50.0%が既婚、16.6%が寡婦、27.5%が非家族。22.9%の世帯が単身で、7.1%に65歳以上が住む。世帯の構成人数の平均は2.91人で、家族の平均は3.45人だった。
この都市の33.9%が18歳未満、8.7%が18-24歳、28.4%が25-44歳、19.0%が45-64歳、9.9%が65歳以上。年齢の中央値は31歳。女性100人あたり男性は99.2人。18歳以上の女性100人当たり男性は97.0人。
この都市の世帯の平均的な収入は35,324米ドルで、家族の平均的な収入は40,783米ドル。男性の平均的な収入は32,342米ドルで、女性は26,671米ドル。　一人当たり収入は14,424米ドル。約19.0%の家族、20.9%の人口は貧困線以下で、18歳未満の人口の24.9%、65歳以上の21.6%を含む。